# Shayne Hartigan
Shayne Hartigan ist ein US-amerikanischer Schauspieler und Casting Director.

## Leben
Hartigan studierte an der New York University Schauspiel. Über eine Besetzung im Kurzfilm Orange County Hill Killers 2012 und eine Episodenrolle in Hawaii Five-0 2013 fand er den Weg ins Schauspiel. 2020 übernahm er in Top Gunner – Die Wächter des Himmels die Rolle des Lt. Barret. 2021 folgte in dem Mockbuster Ape vs. Monster die Rolle des Lab Tech Jones / Blair.
Er ist außerdem nach eigenen Angaben seit 2012 in verschiedenen Casting-Agenturen als Caster tätig. Er wirkte in dieser Funktion an mehreren Episoden der Fernsehserien Hawaii Five-0, Magnum P.I., Roswell, New Mexico, Messiah, Interrogation und Deputy – Einsatz Los Angeles mit. Hartigan castete nach Schauspielerin für die Filmproduktionen Mike and Dave Need Wedding Dates, der 2016 erschien sowie Kong: Skull Island und Der Dunkle Turm, die 2017 erschienen. Nach verschiedenen Tätigkeiten als Caster gründete er 2020 gemeinsam mit Sande Alessi die Alessi Hartigan Casting-Agentur in Albuquerque, New Mexico, dessen Vize-Präsident er ist. 2021 war er als Caster unter anderen an Army of the Dead, Shang-Chi and the Legend of the Ten Rings, Land of Dreams, Kate und Black Adam beteiligt.

## Filmografie (Auswahl)

### Schauspiel
- 2012: Orange County Hill Killers (Kurzfilm)
- 2013: Hawaii Five-0 (Fernsehserie, Episode 4x05)
- 2015: Hawaii Five-0 (Fernsehserie, Episode 6x09)
- 2018: Quick Heist (Kurzfilm)
- 2020: Top Gunner – Die Wächter des Himmels (Top Gunner)
- 2021: Ape vs. Monster

### Caster
- 2014–2020: Hawaii Five-0 (Fernsehserie, 42 Episoden)
- 2016: Mike and Dave Need Wedding Dates
- 2017: Kong: Skull Island
- 2017: Der Dunkle Turm (The Dark Tower)
- 2017: Swell (Fernsehserie, 16 Episoden)
- 2017: Underground Short Film (Kurzfilm)
- 2018: Operation: 12 Strong (12 Strong)
- 2018: Waco (Mini-Serie, 6 Episoden)
- 2018: Icebox
- 2018: Snatchers (Fernsehserie, 8 Episoden)
- seit 2018: Magnum P.I. (Fernsehserie)
- 2019: SGT. Will Gardner
- 2019: The Kid – Pfad der Gesetzlosen (The Kid)
- 2019: Roswell, New Mexico (Fernsehserie, 13 Episoden)
- 2019: Santa Fake
- 2019: The Unsettling (Fernsehserie, 7 Episoden)
- 2019: Same Time, Next Christmas (Fernsehfilm)
- 2019: Driving (Kurzfilm)
- 2019: Realm (Kurzfilm)
- 2019: Test Pattern
- 2019–2020: Briarpatch: Texas Kills! (Fernsehserie, 10 Episoden)
- 2020: Messiah (Fernsehserie, 9 Episoden)
- 2020: Interrogation (Fernsehserie, 10 Episoden)
- 2020: Cosmos: Possible Worlds (Fernsehdokuserie, Episode 1x01)
- 2020: Deputy – Einsatz Los Angeles (Deputy) (Fernsehserie, 13 Episoden)
- 2020: Paper Tiger
- 2020: Delilah (Fernsehfilm)
- 2020: Cosmos: Possible Worlds (Mini-Serie, 12 Episoden)
- 2021: Two Sides (Fernsehserie, 4 Episoden)
- 2021: Silk Road
- 2021: Army of the Dead
- 2021: Hero Mode
- 2021: Shang-Chi and the Legend of the Ten Rings
- 2021: Land of Dreams
- 2021: Kate
- 2021: The Manson Brothers Midnight Zombie Massacre
- 2021: Navy CIS: Hawaiʻi (NCIS: Hawaiʻi, Fernsehserie, Episode 1x01)
- 2021: Dr. Doogie Kamealoha (Doogie Kameāloha, M.D., Fernsehserie, 10 Episoden)
- 2021: MacGruber (Fernsehserie, 8 Episoden)
- 2022: Slayers
- 2022: When You Finish Saving the World
- 2022: A Lot of Nothing
- 2022: Outer Range (Fernsehserie, Episode 1x01)
- 2022: Rache auf Texanisch (Vengeance)
- 2022: Press Play and Love Again
- 2022: Westworld (Fernsehserie, 2 Episoden)
- 2022: Jane
- 2022: Black Adam